# Parc d'État de Camp Helen
Le parc d'État de Camp Helen (anglais : Camp Helen State Park) est une réserve naturelle située dans l'État de Floride, au sud-est des États-Unis, dans le comté de Bay. Le parc est entouré sur trois côté par le golfe du Mexique et le lac Powell. Il offre d’importantes dunes de sable et des marais. Le secteur a d’abord été occupé par les Amérindiens il y a environ 4000 ans. Entre 1945 et 1987, le parc servit de lieu de vacances pour les employés d’une entreprise de textile de l’Alabama .

### Photographies

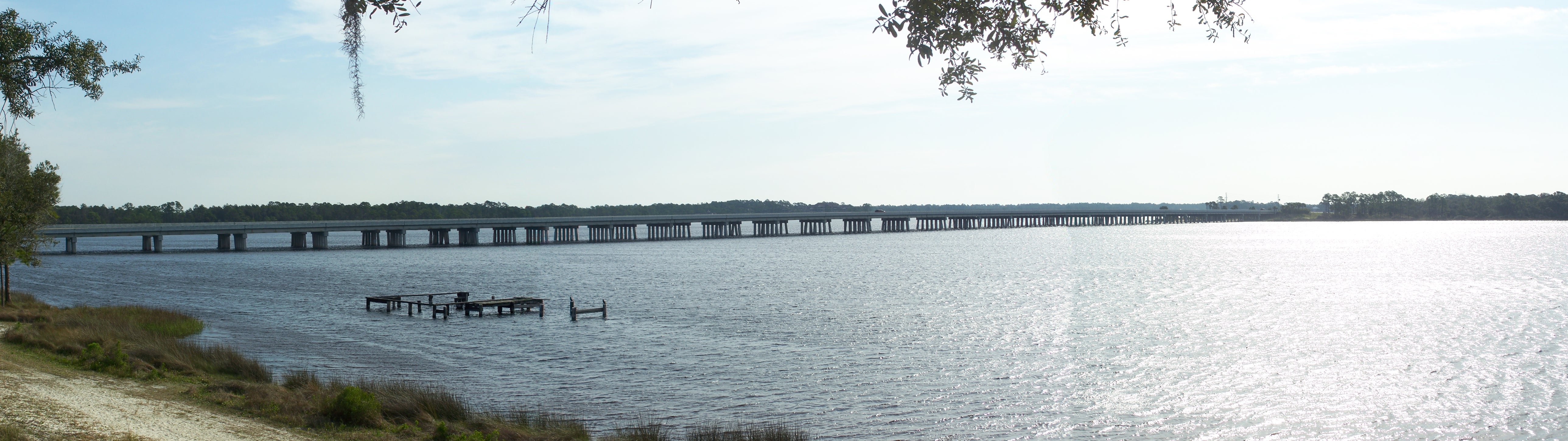
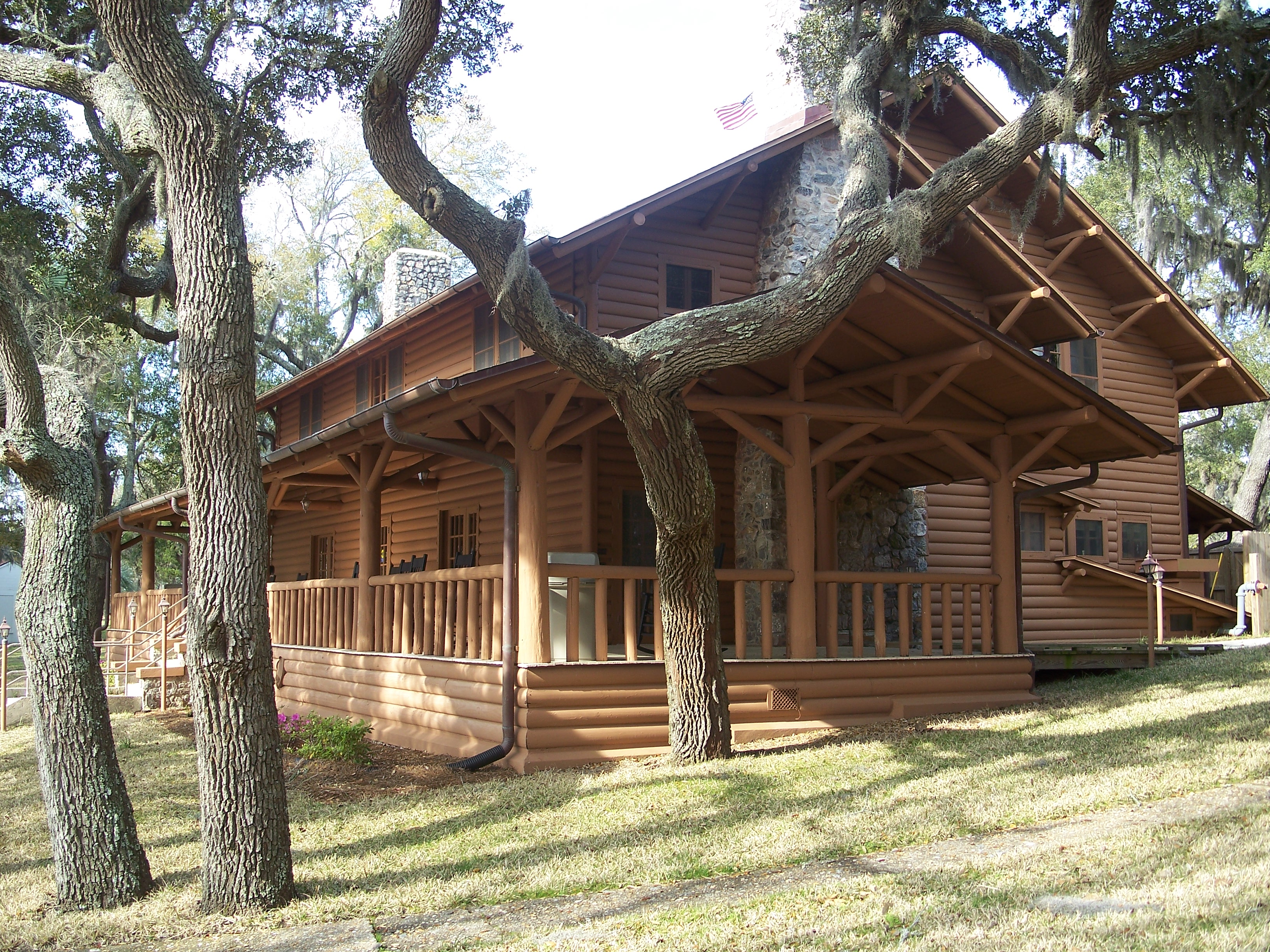
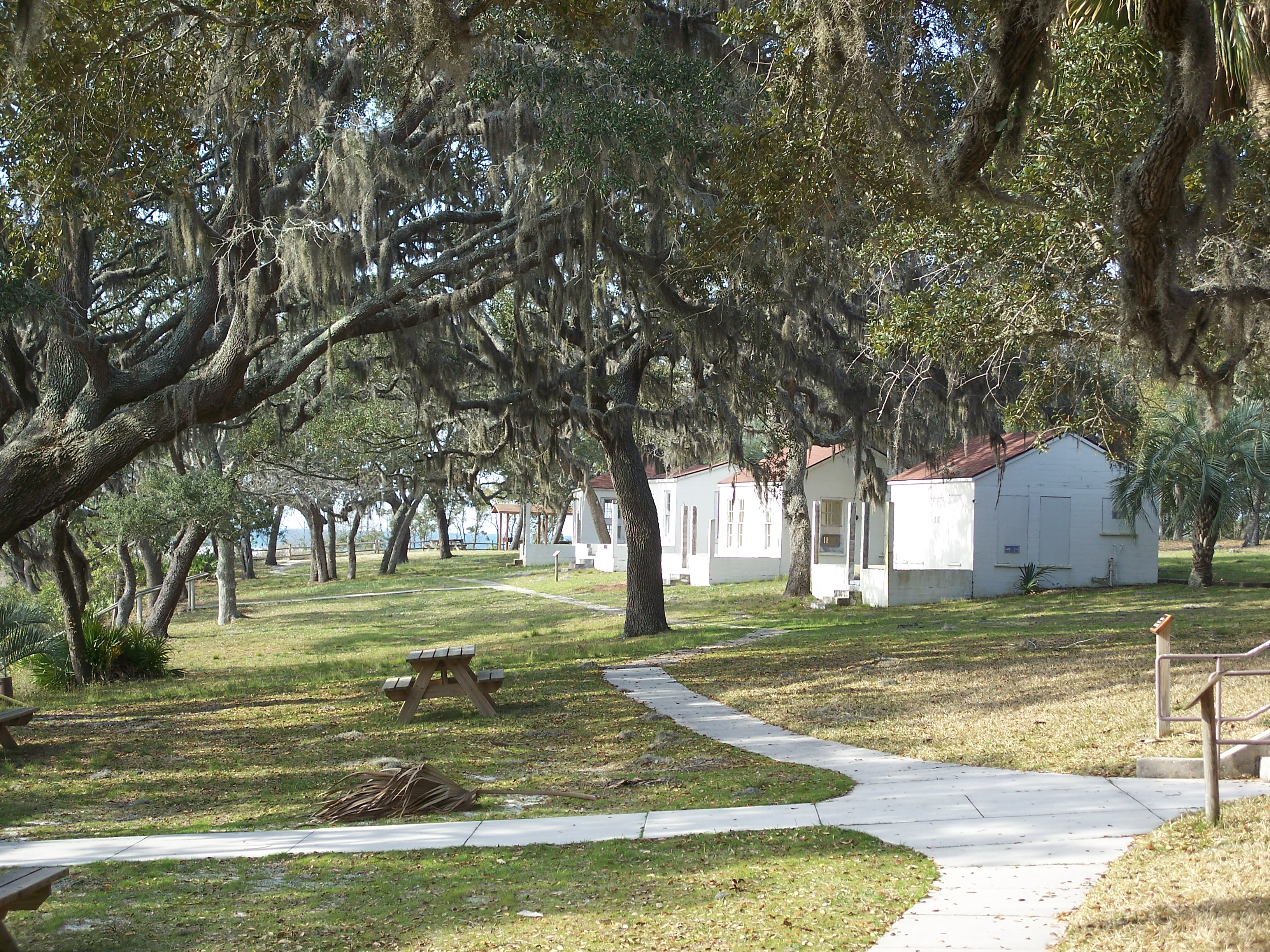